# Eugenio di Milano
Sant' Eugenio di Milano (VIII secolo – VIII secolo) fu (forse) vescovo di sede imprecisata.

## Agiografia
Non abbiamo quasi nessuna notizia certa su di lui, da Landolfo Seniore sappiamo che si trattava di un vescovo venuto in Italia al seguito di Carlo Magno, di cui era anche padre spirituale. A lui veniva attribuito il merito di aver difeso, durante un concilio a Roma, il Rito ambrosiano, contro i tentativi di abolirlo fatti da papa Adriano I e dallo stesso Carlo Magno. Per dirimere la questione i padri riuniti in concilio decisero di posare sull'altare della basilica di San Pietro i due messali romano e ambrosiano, dopo le porte della basilica furono chiuse e sorvegliate, e tutti pregarono e digiunarono per tre giorni. Quando furono riaperte le porte della basilica, i due messali erano ancora chiusi, ma miracolosamente si spalancarono tutti e due, ciò fu interpretato come un segno del Cielo che ambedue i riti avevano pari dignità.

## Culto
Il culto di sant'Eugenio oggi è considerato ufficialmente un culto locale dell'arcidiocesi di Milano, dove la memoria liturgica è fissata il 30 dicembre.
La data del 30 dicembre come giorno della sua festa è legata al giorno in cui il suo corpo venne riesumato e traslato nella chiesa di Sant'Eustorgio luogo dove, nella sala capitolare conventuale, è conservata una statua del XII secolo che lo raffigura.